# Ted Gärdestad
Ted Gärdestad (* 18. Februar 1956 in Sollentuna; † 22. Juni 1997 in Häggvik, Sollentuna) war ein schwedischer Sänger, Musiker und Komponist.

## Karriere
Er wurde durch Stig Anderson entdeckt, und seine erste Single erschien 1971 bei Polar Music. Sein Debütalbum Undringar wurde von Björn und Benny von ABBA produziert und war wie die weiteren Alben ein Charterfolg in Schweden. Gärdestad versuchte sich vier Mal beim Melodifestivalen (1973, 1975, 1979, 1980), doch nur 1979 konnte er den Sieg erringen mit dem Pop-Rock-Titel Satellit. Beim Eurovision Song Contest 1979 musste er sich mit dem drittletzten Platz zufriedengeben.
1981 sang er noch für das Projekt Caramba, danach zog er sich vom Musikgeschäft zurück. In den 1990er Jahren hatte er ein erfolgreiches Comeback, spielte ein neues Album ein und ging auf Tournee.
Gärdestad hatte zwei Kinder aus einer Beziehung mit der Schauspielerin Ann Zacharias. Er starb 1997 durch Suizid, indem er sich vor einen fahrenden Zug warf. Er litt seit Jahren an paranoider Schizophrenie.
Die meisten seiner Songs schrieb er zusammen mit seinem Bruder Kenneth Gärdestad.

## Diskografie

### Alben
| Jahr | Titel                               | Höchstplatzierung, Gesamtwochen, AuszeichnungChartsChartplatzierungen (Jahr, Titel, Platzierungen, Wochen, Auszeichnungen, Anmerkungen) | Anmerkungen                                            |
| Jahr | Titel                               | SE | Anmerkungen                                            |
| ---- | ----------------------------------- | --- | ------------------------------------------------------ |
| 1973 | Ted                                 | SE3 (92 Wo.)SE | Charteinstieg in SE erst 2017                          |
| 1976 | Franska kort                        | SE3 (11 Wo.)SE | Polar Music POLS 259                                   |
| 1978 | Blue Virgin Isles                   | SE29 (1 Wo.)SE | Polar Music POLS 284, Epic Records 383 653 (UK)        |
| 1980 | I’d Rather Write A Symphony         | SE56 (1 Wo.)SE | Polydor Records 2344 164 Charteinstieg in SE erst 2020 |
| 1981 | Stormvarning                        | SE31 (2 Wo.)SE | Polar Music POLS 310                                   |
| 1994 | Äntligen på väg                     | SE21 (12 Wo.)SE | Polar Music/PolyGram 523 835-2                         |
| 1997 | Kalendarium 1972-93                 | SE12 Platin · (31 Wo.)SE |                                                        |
| 2001 | Droppar av solregn                  | SE2 Gold · (47 Wo.)SE |                                                        |
| 2004 | Sol, vind och vatten – Det bästa    | SE3 Gold · (75 Wo.)SE |                                                        |
| 2007 | För kärlekens skull – Det bästa med | SE3 (23 Wo.)SE |                                                        |
| 2009 | Helt nära dig – Samlade album       | SE12 (10 Wo.)SE |                                                        |
| 2017 | Signerat Peter Nordahl              | SE29 (2 Wo.)SE |                                                        |

Weitere Alben
- 1972: Undringar, Polar Music POLS 234
- 1973: Ted, Polar Music POLS 241
- 1974: Upptåg, Polar Music POLS 253 (SE: Diamant)[4]
- 1981: Caramba, Trash Records TRASLP 1 (mit Caramba)

### Singles
| Jahr | Titel Album                | Höchstplatzierung, Gesamtwochen, AuszeichnungChartsChartplatzierungen (Jahr, Titel, Album, Platzierungen, Wochen, Auszeichnungen, Anmerkungen) | Anmerkungen                   |
| Jahr | Titel Album                | SE | Anmerkungen                   |
| ---- | -------------------------- | --- | ----------------------------- |
| 1972 | Så mycket bättre Undringar | SE34 (1 Wo.)SE | Charteinstieg in SE erst 2010 |
| 1972 | Sol, vind och vatten Ted   | SE6 (36 Wo.)SE | Charteinstieg in SE erst 2014 |
| 1973 | Jag ska fånga en ängel Ted | SE9 (12 Wo.)SE | Charteinstieg in SE erst 2022 |
| 1979 | Satellit Blue Virgin Isles | SE10 (4 Wo.)SE |                               |
| 1993 | Himlen är oskyldigt blå –  | SE51 (7 Wo.)SE | Charteinstieg in SE erst 2018 |
| 2004 | Oh, vilken härlig dag –    | SE16 (12 Wo.)SE | Charteinstieg in SE erst 2017 |